# Hyperocnocerus sulculatus
Hyperocnocerus sulculatus är en insektsart som först beskrevs av Karsch 1893.  Hyperocnocerus sulculatus ingår i släktet Hyperocnocerus och familjen gräshoppor. Inga underarter finns listade i Catalogue of Life.